# Ambigrama

Ambigrama rotacional de la ambigrama.

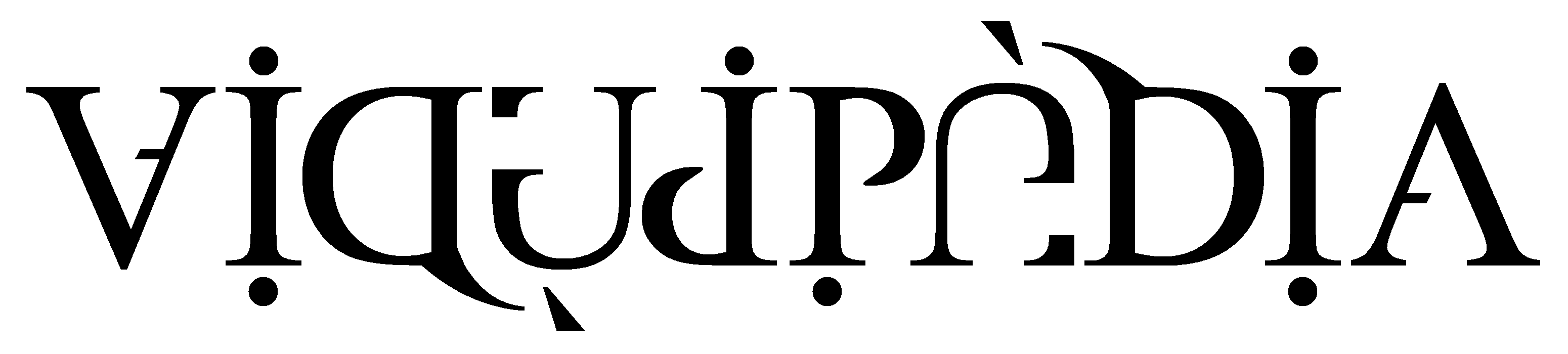
Ambigrama rotacional de la Viquipèdia.

Els ambigrames són paraules o frases escrites o dibuixades de tal manera que, com a mínim, admeten la seva lectura des de dues perspectives diferents. La segona lectura es pot llegir després de realitzar algun tipus d'operació amb el dibuix original. En la majoria d'ambigrames, la segona lectura es pot fer després de girar el dibuix 180°, als quals s'anomena ambigrames de simetria central. En d'altres, la segona lectura apareix després de veure la imatge refelctida en un mirall, aquests són els ambigrames de simetria o bé horitzontal o bé vertical. Finalment, hi ha ambigrames que no són simètrics però en què, tot i això, hi ha una segona lectura.

Un cop reflectida aquesta imatge, es pot llegir el mot Wiki.

Animació simètrica rotada del mot anglès ambigram.

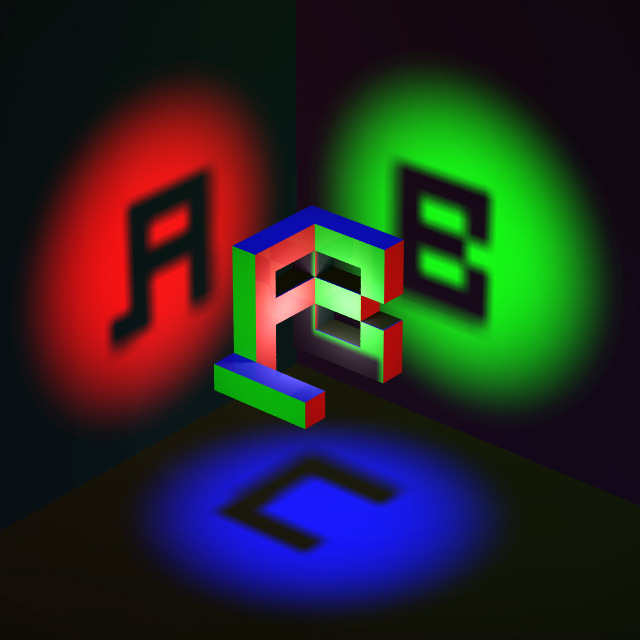
Ambigrama tridimensional de les lletres A, B i C.

Logotip de Nou Televisió, que és un ambigrama rotacional.

## Tipus d'ambigrames
Els ambigrames poden tenir molts dissenys i es poden crear de diverses maneres. Tot i això, es poden classificar els dissenys dels ambigrames de la següent manera: 
RotacionalsSón dissenys en què el mot és girat sense perdre'n el sentit de lectura en cap moment. Normalment, es mostren en 180°, però també se solen emprar els 90° i els 45°.
De reflexióSón dissenys que, un cop reflectits en un mirall, permeten llegir la mateixa paraula o frase del sentit original.
D'alteració d'espaisEn aquesta categoria d'ambigrames, les lletres es troben al mateix espai en tots dos sentits, la qual cosa significa que una frase o paraula llegida de l'inrevés en serà una altra.
D'espai reduïtSemblants als anteriors, però sense espais. Solen ser bidimensionals.
En cadenaSol ser un ambigrama d'una paraula (o moltes) intercalades, de tal manera que es forma una cadena repetida. Les paraules s'uneixen de tal manera que allà on n'acaba una en comença una altra. Aquests ambigrames solen presentar-se en forma de cercle.
TridimensionalsSón dissenys tridimensionals que tenen lletres, paraules o frases a cada una de les cares i fan servir cossos sòlids amb cares diferents (s'hi solen emprar prisme

s).
PerspectiusAquest disseny és més aviat un joc mental que no pas un de paraules. Consta d'un disseny asimètric que és llegit segons la interpretació que el receptor en doni.
NaturalsAquests ambigrames tenen lloc quan les paraules tenen una o més simetries pròpies dels ambigrames anteriorment esmentats i són ambigrames sense necessitat de dotar-les d'una tipografia especial. Un bon exemple és la paraula COCO, la qual té simetria horitzontal, és a dir, que la meitat inferior és igual a la meitat superior. Si es tallés horitzontalment aquesta paraula per la meitat, per comprovar la segona lectura només s'haurien de capgirar les dues dues tires i posar-les davant d'un mirall, de tal manera que se seguirà llegint la paraula COCO.
A banda de ser un entreteniment lúdic, ben sovint s'ha atribuït als ambigrames poders místics. Un bon exemple d'això és el que ens mostra la novel·la Àngels i dimonis de Dan Brown, en què els Illuminati empren ambigrames amb els quatre elements per marcar les seves vícitmes.
La novel·la Àngles i dimonis, del nord-americà Dan Brown, introdueix els ambigrames en la trama. Aquests ambigrames, que van ser dissenyats per John Langdon i l'origen dels quals és atribuït a la societat secreta dels Illuminati, són els ambigrames dels quatre elements en anglès: fire (foc), water (aigua), air (aire) i earth (terra), a més del símbol dels Illuminati i un disseny en què es reuneixen els quatre elements. La publicació d'El codi Da Vinci va incrementar l'interès dels lectors per l'obra d'aquest autor, per la qual cosa l'anterior novel·la de Dan Brown (Àngles i dimonis) va adquirir més importància i va ajudar a la divulgació del coneixement dels ambigrames.